# Trampa para langosta

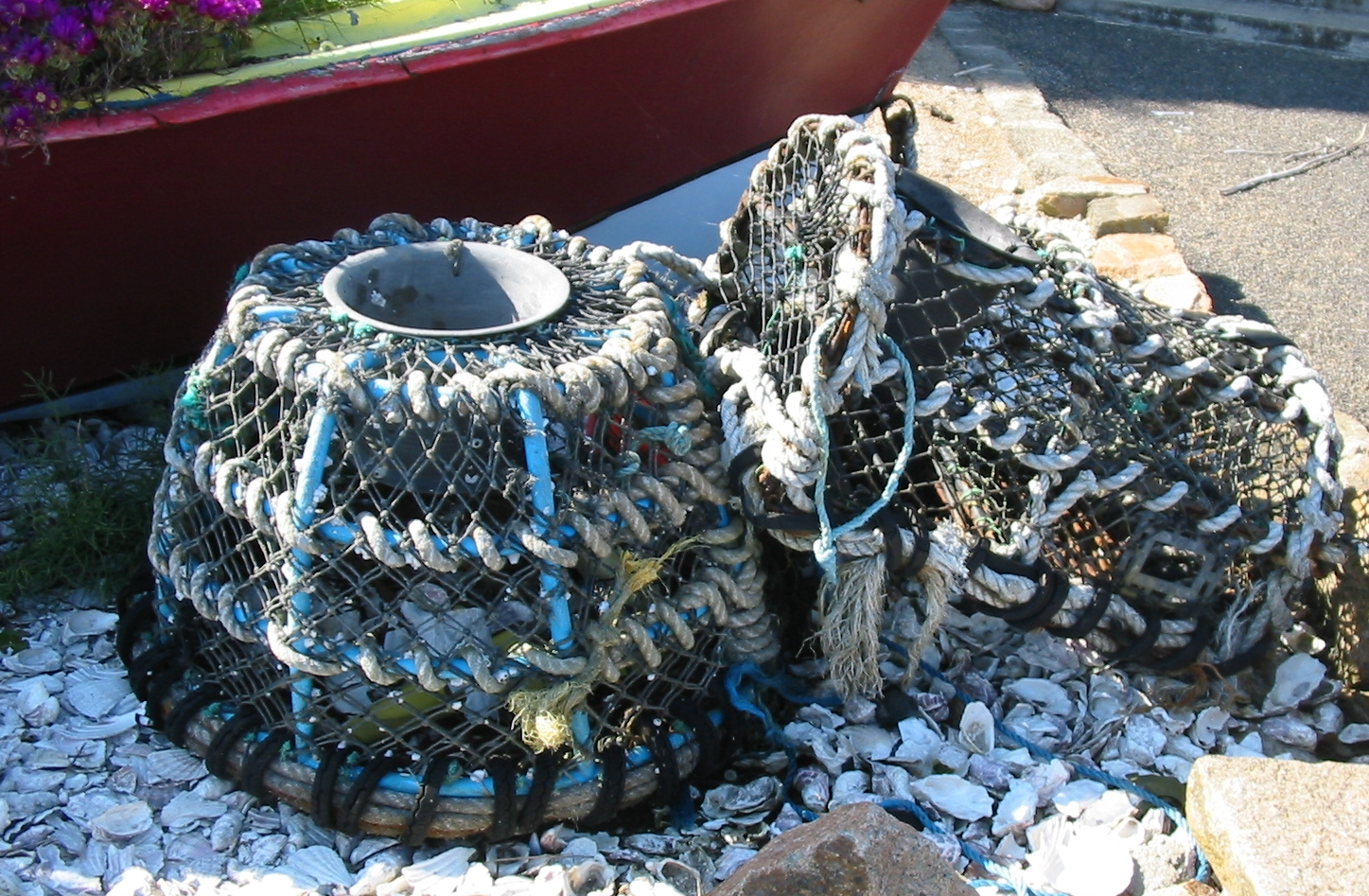
Trampas para langostas en Jersey

Una trampa para langostas, también conocida como nasa para langostas, es un dispositivo portátil diseñado para capturar langostas o cangrejos de río, y se utiliza principalmente en la pesca de langostas. En Escocia, especialmente en el norte del país, el término «creel» se empleaba para referirse a este tipo de trampa, utilizada para atrapar langostas y otros crustáceos. Estas trampas pueden albergar varias langostas a la vez. Estas trampas suelen fabricarse con materiales como alambre y madera, metal y red, o plástico rígido. Cuentan con una abertura que permite a la langosta ingresar a un túnel de red u otro mecanismo unidireccional. Algunas trampas tienen una estructura compuesta por dos partes: la «cámara» o «cocina», donde se coloca el cebo, y el «salón», que impide que las langostas escapen. Se dejan generalmente en el fondo marino, a menudo en grandes cantidades, hasta 40 o más, y se marcan con boyas para facilitar su localización y posterior recogida.

## Descripción
La trampa puede consistir en un marco de madera rodeado por una malla. Sin embargo, las trampas más modernas que se encuentran en el noreste de los Estados Unidos y las provincias marítimas de Canadá suelen estar construidas con un marco de metal recubierto de plástico. En su interior se coloca un trozo de cebo, generalmente pescado o marisco, y luego se deja caer al fondo marino. Cada trampa está unida a una cuerda larga, cuyo extremo lleva una boya de plástico o espuma de poliestireno que muestra el número de licencia del propietario.
Las entradas de las trampas están diseñadas para permitir el acceso solo en una dirección, de manera que las langostas puedan entrar, pero no escapar. Los pescadores revisan las trampas cada dos días, reponiendo el cebo si es necesario. Un estudio ha señalado que las trampas para langostas son bastante ineficientes, ya que permiten que casi todas las langostas escapen. Sin embargo, el uso de un sistema de recebado automático ha demostrado mejorar la eficiencia de las trampas.
|                                     |
| Otro tipo de trampa para langostas. |

|                       |
| Boyas para langostas. |

|                                                      |
| Trampa para langostas cerca de Harlech, Gales; 2021. |

|                                                        |
| Gran pila de trampas para langostas, Youghal, Irlanda. |

## Historia
La trampa para langostas fue inventada en 1808 por Ebenezer Thorndike, originario de Swampscott, Massachusetts. En 1810, se dice que la trampa de listones de madera se originó en Cape Cod. Los pescadores de Nueva Inglaterra en los Estados Unidos la utilizaron durante años antes de que las empresas estadounidenses la introdujeran en la industria pesquera canadiense a través de sus fábricas de conservas en la costa atlántica.
En un informe de 1899 de la Comisión de Peces de los Estados Unidos sobre la pesca de langostas en Maine, se describieron las «ollas de listón» locales empleadas por los pescadores de langostas de la región.

«El armazón del fondo está compuesto por tres tiras de madera (cicuta, abeto o pino, siendo la cicuta la más duradera), un poco más largas que el ancho de la maceta, con un grosor de aproximadamente 1 pulgada. En los extremos de las tiras exteriores, se perforan agujeros para insertar los extremos de una rama flexible, que se dobla en una curva semicircular. Estos aros se hacen de ramas de abeto, cicuta o árboles jóvenes como el arce, abedul o fresno, que generalmente conservan la corteza. Tres marcos, uno en el centro y dos en los extremos, forman el cuerpo de la maceta, siendo rectos en la parte inferior y curvos en la parte superior. La cubierta se hace con tiras estrechas de madera (abeto o pino), clavadas con espacios regulares entre ellas. En la parte inferior, los listones se clavan por fuera o por dentro de las piezas transversales. La puerta se forma con tres o cuatro listones dispuestos cerca de la parte superior y se sujeta con tiras de cuero y botones de madera. La maceta tiene dos aberturas, una en cada extremo, tejidas con cordel grueso y con una malla de entre ¾ y 1 pulgada cuadrada. Estas aberturas tienen forma de embudo, con el extremo más grande igual al diámetro del marco, y el extremo pequeño mide alrededor de 6 pulgadas de diámetro, sostenido por un anillo de alambre o madera. Los embudos están sujetos a los marcos de los extremos de la maceta, con el lado más corto hacia arriba, de modo que dirigen a las langostas hacia el centro de la olla. Estos embudos, que miden alrededor de 11 o 12 pulgadas de profundidad, obligan a las langostas a trepar hacia el cebo. El cordel de manila de dos hebras es el más común para los embudos, aunque también se usa algodón, aunque es más caro y menos duradero.»
John N. Cobb, The Lobster Fishery of Maine

## Seguridad
Los pescadores de langostas que se enredan en la línea de la trampa corren el riesgo de ahogarse si son arrastrados por la borda. Por ello, se han desarrollado prácticas de seguridad para prevenir y minimizar el enredo, así como para facilitar el regreso de los pescadores a sus embarcaciones en caso de que caigan al agua.